# الحدائق (مترو دبي)
محطة الحدائق؛ هي محطة نقل سريع على الخط الأحمر لشبكة مترو دبي التي تخدم دبي في الإمارات العربية المتحدة، تعد أولى محطات مسار 2020 الذي ينتهي في محطة إكسبو حيث موقع إكسبو 2020.
تقع في قسم مرتفع من محطة المترو فوق شارع الجاردنز (D591)، على الحدود الشمالية الشرقية لمنطقة الجاردنز مع ديسكفري جاردنز.